# Boženice
Boženice je snad jméno dávno zaniklé slovanské osady na katastrálním území Hodkovice nad Mohelkou. Jméno je poprvé doloženo sekundárně jako pomístní jméno „V Boženicích“ označující luka v prvním frýdštejnském urbáři z roku 1548. Dodnes se tak říká území od hodkovického kostela na jih při cestě směrem k Sedlejovicím a případně Sychrovu .
Jméno je původu slovanského, uvažovalo se i možnosti starého slovanského „božiště“ (ale jistý tento původ není).
V průběhu času při této cestě vznikl i dům, takže má jméno charakter místního jména této samoty. V Hodkovicích je registrováno myslivecké sdružení MS Boženice.